# 伊藤彦造
伊藤 彦造（いとう ひこぞう、1904年（明治37年）2月17日 - 2004年（平成16年）9月9日）は、日本の画家、イラストレーター。大正から昭和にかけて活動、主に挿絵を描き細密なペン画で一世を風靡した。享年100歳。

## 略歴
大分県大分市出身。剣豪、伊藤一刀斉の末裔に生まれ、自らも剣の師範であった。朝日新聞東京本社で勤務中に同社の専属挿絵画家右田年英からイラストを学び、英明と号して改めて画家を目指した。その後、結核を患い帰省、日本画家の橋本関雪に師事する。
1925年（大正14年）に、『大阪朝日新聞』掲載の番匠谷英一作『黎明』の挿絵でデビュー、同年の行友李風の小説『修羅八荒』の挿絵で好評を得た。若くして時代ものの挿絵画家として第一人者となった。戦前、少年雑誌草創期の「少年倶楽部」（草創期の少年誌で最高70万部）などの連載小説の挿絵でよく知られ、その挿絵作品のほとんどは同誌の版元である講談社が保管しているため散逸はなく、展覧会などの機会があれば現在も作品を見ることができる。その他に、大衆雑誌「キング」（最高部数150万部）での掲載小説の挿絵などで知られる。
1933年（昭和8年）11月26日、小笠原長生子爵、鶴見駿太郎少将、大日本生産党委員長吉田益三らの協力の下、著名な右翼活動家内田良平らを顧問に迎え大日本彩管報国党（後に大日本彩管報国会）を結成。更に「愛国絵画展覧会」を各地で開催し、尊皇、尚武、忠孝の高揚を目指した制作を行った。第二次世界大戦後、彦造は戦争画を描いたことで戦犯容疑を受け、米軍座間キャンプに収容された。この時、ダグラス・マッカーサーの部下の求めで《山姥と金時》を、山姥を聖母マリアに、金時をイエス・キリストに見立てて描いている。本作品は部下から「キリスト教をどう思うかと」と問いかけに対し、彦造は「仏教徒だが、信ずるところは同じだと思う」と答えたため制作を依頼されたといい、マッカーサーにこの絵を見せたいと綴った添え状が付属している。玉川学園の自宅を訪問したマッカーサー家族は茂野夫人手製の海苔巻きを食べたという（『伊藤彦造 降臨！神業絵師』）。
『伊藤彦造 降臨！神業絵師』によれば、1941年12月に南多摩郡（現在の東京都町田市玉川学園）に自宅を建て転居。家族は妻茂野（旧姓荒木　1906ー1967）、長女浅子・花柳寿精次（1927ー1990）、次女布三子・花柳寿次彦・立花志津彦（1949ー）である。
視力の衰えのため70代で画業を引退する。2004年に老衰で死亡。

## 代表作
- 豹の眼
- 阿修羅天狗
- 運命の剣
- 角兵衛獅子
- 修羅八荒
- 天草四郎
- 神武天皇御東征の図 個人蔵 1932年（昭和7年）  款記「清く紀元の聖帝を仰慕し心血を彩管に淺（そそ）いで謹写す、皇紀二千五百九十二年四月三日清心浄躯伊藤彦造」  この署名通り彦造は、自らの血を絵の具にしてこの肖像を描いた。絵は当時陸軍大臣だった荒木貞夫に贈られた[3]。